# NGC 2973
NGC 2973 bezeichnet im Index-Katalog drei scheinbar dicht beieinander liegende Sterne im Sternbild Antlia. Der Katalogeintrag geht auf eine Beobachtung des Astronomen John Herschel am 5. Februar 1837 zurück.